# Cololabis
Cololabis è un genere di pesci della famiglia degli Scomberesocidae. Il nome deriva dal termine greco kolos, che significa «breve», e da quello latino labia, che significa «labbra».
Comprende due specie.
- Cololabis adoceta Böhlke, 1951 Luccio sauro
- Cololabis saira Brevoort, 1856 Luccio sauro del Pacifico